# Arroyo de Butarque
Arroyo de Butarque är ett vattendrag i Spanien.   Det ligger i provinsen Provincia de Madrid och regionen Madrid, i den centrala delen av landet.